# 解放北园

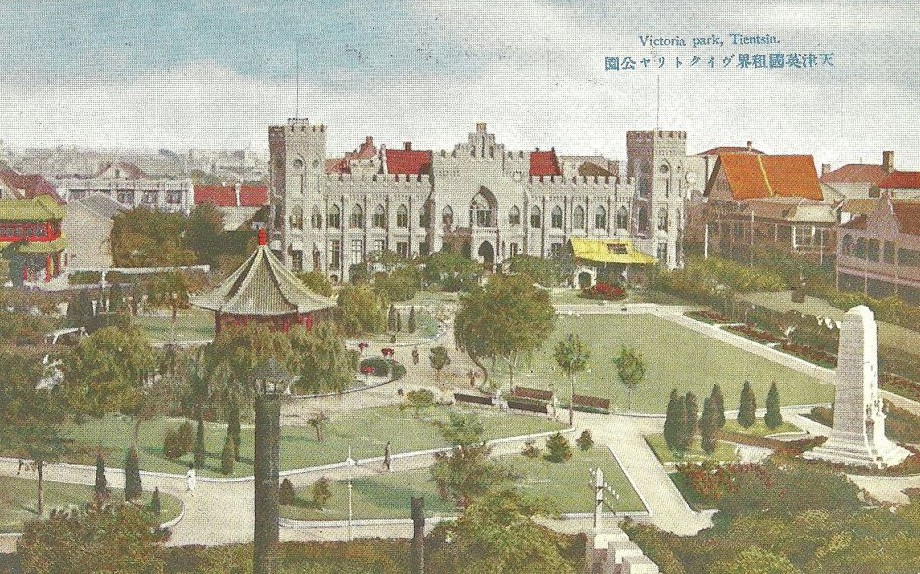
1920年代的英租界维多利亚公园

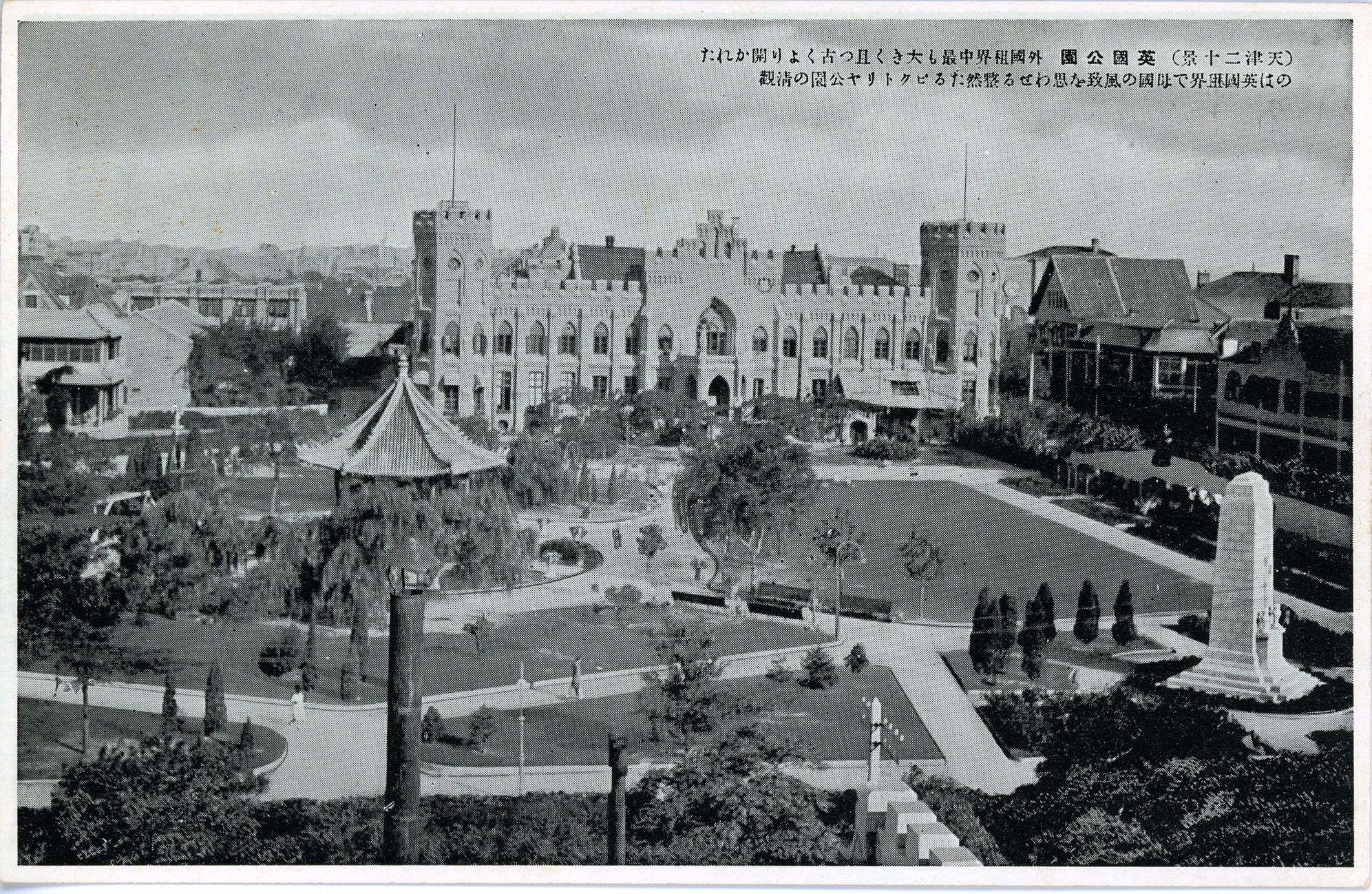
天津二十景 英国公园

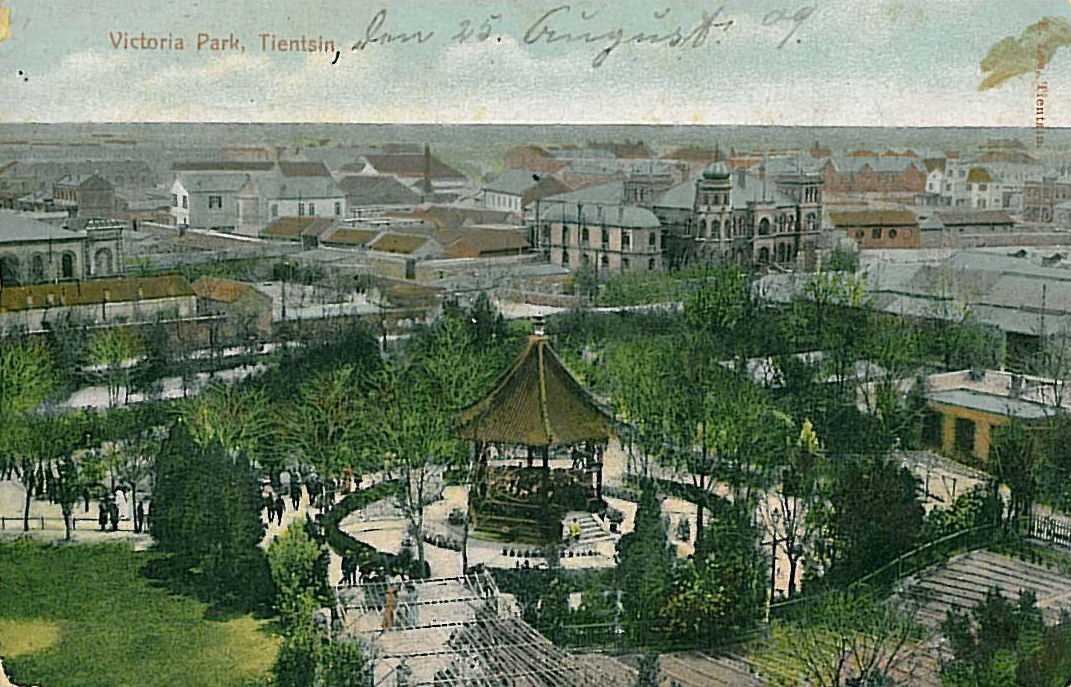
1909年的维多利亚公园

解放北园，曾名维多利亚公园（英語：Victoria Park） 、英国公园、南楼公园和中正公园，1887年6月21日，英国维多利亚女皇登基50周年之日，该公园于天津英租界内正式开放，故称“维多利亚公园”，在当时还称“英国公园”。现时是中华人民共和国天津市和平区的一座市政公园，位于于天津英式风情区核心部位的大沽北路与泰安道交口，目前占地面积为9000多平方米。

## 历史
解放北园的前身为天津英租界的维多利亚公园，该公园东临维多利亚道（今解放北路），南临咪哆士道（今泰安道），西接海大道（今大沽北路）。1886年前，维多利亚公园所在区域所在地域原是天津老城东南的一片沼泽洼地，散落着一些窝棚式的简陋民居。天津英租界工部局结合海河清淤工程，对维多利亚公园所在区域进行填筑使之成为城市公园。1887年6月21日，英国维多利亚女皇登基50周年之日，该公园正式开放，故称“维多利亚公园”，在当时还称“英国公园”。维多利亚公园占地18.5亩。
在公园的设计方面，维多利亚公园以英国公园的传统风格为基础，还借鉴了中国园林自由布局的手法，在当时为一座的中西合璧的方形公园。1890年5月，天津英租界工部局在维多利亚公园北侧建成戈登堂。1942年，维多利亚公园南侧的咪哆士道（今泰安道）改名为“南楼街”，维多利亚公园也随之改名为“南楼公园”。1945年后，“南楼公园”改名为“中正公园”，此后又更名为“美龄公园”。

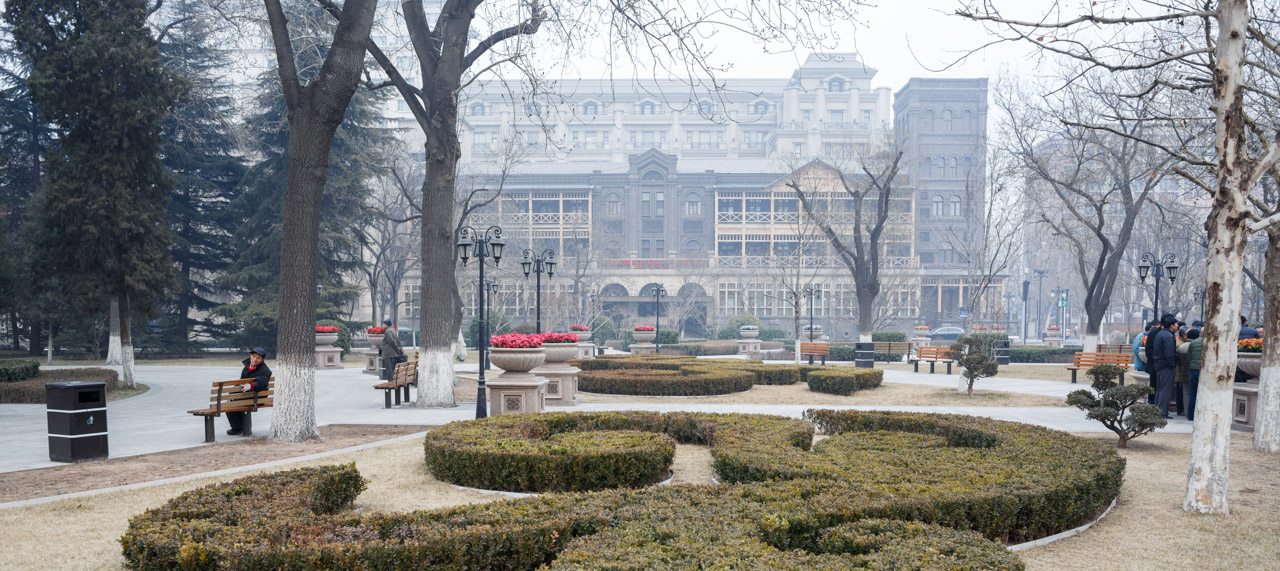
解放北园

中华人民共和国成立后，“中正公园”随东侧街道维多利亚道改名为解放北路而改为“解放北园”。后来该楼因靠近天津市人民政府大楼在天津民间也有“市府公园”的称呼。2011年3月，解放北园提升改造工程全面开工。2011年5月1日，解放北园改造工程结束对市民开放。

## 海光寺大钟

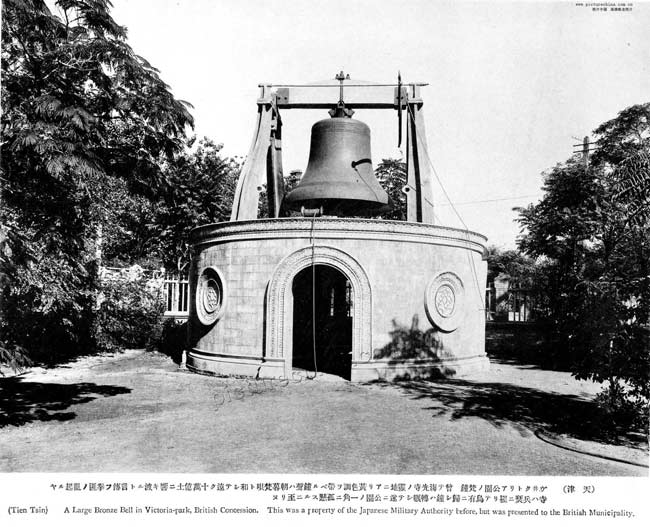
维多利亚花园的海光寺大钟

海光寺大钟造于清光绪四年（1878年），由德国克虏伯兵工厂铸造，大钟重1.3万斤。光绪七年(1881年)，德国政府将这座大钟送给清政府作为礼物，李鸿章将此鐘安置于海光寺，并让天津机器局的七名技师在大钟上镌刻《金刚经》全文。1900年，日军占领海光寺后将此鐘送给天津英租界工部局作为消防警钟安置于维多利亚花园。1919年，天津英租界工部局为纪念在第一次世界大战中阵亡的英国士兵，将海光寺大钟迁走，并在原址建立起了一座高约5米的欧战胜利纪念碑。1921年7月，经天津英租界工部局将该钟送回海光寺内保存，并立一铜牌用中、英两国文字叙明该钟的历史原委。
1923年，南开大学新址落成后，该大钟成为南开大学的校鐘。安置于南开大学思源堂西南的钟亭中，并以四根弓形梁柱做支架悬挂于两米高的台基之上，每逢南开大学毕业典礼时便呜鐘纪念。1937年7月28日，日军进攻天津，驻扎在海光寺的日军将炮口直接对准南开大学。7月30日，海光寺大钟被日军劫掠，战后，张伯苓校长曾致函中国驻日代表团团长商震将军在日本的掠夺物品集中地搜寻这座大钟，但终究下落不明。

## 参阅
- 天津英租界、戈登堂、天津英式风情区
- 维多利亚公园、解放南园